# Літературно-мистецька премія імені Марка Черемшини

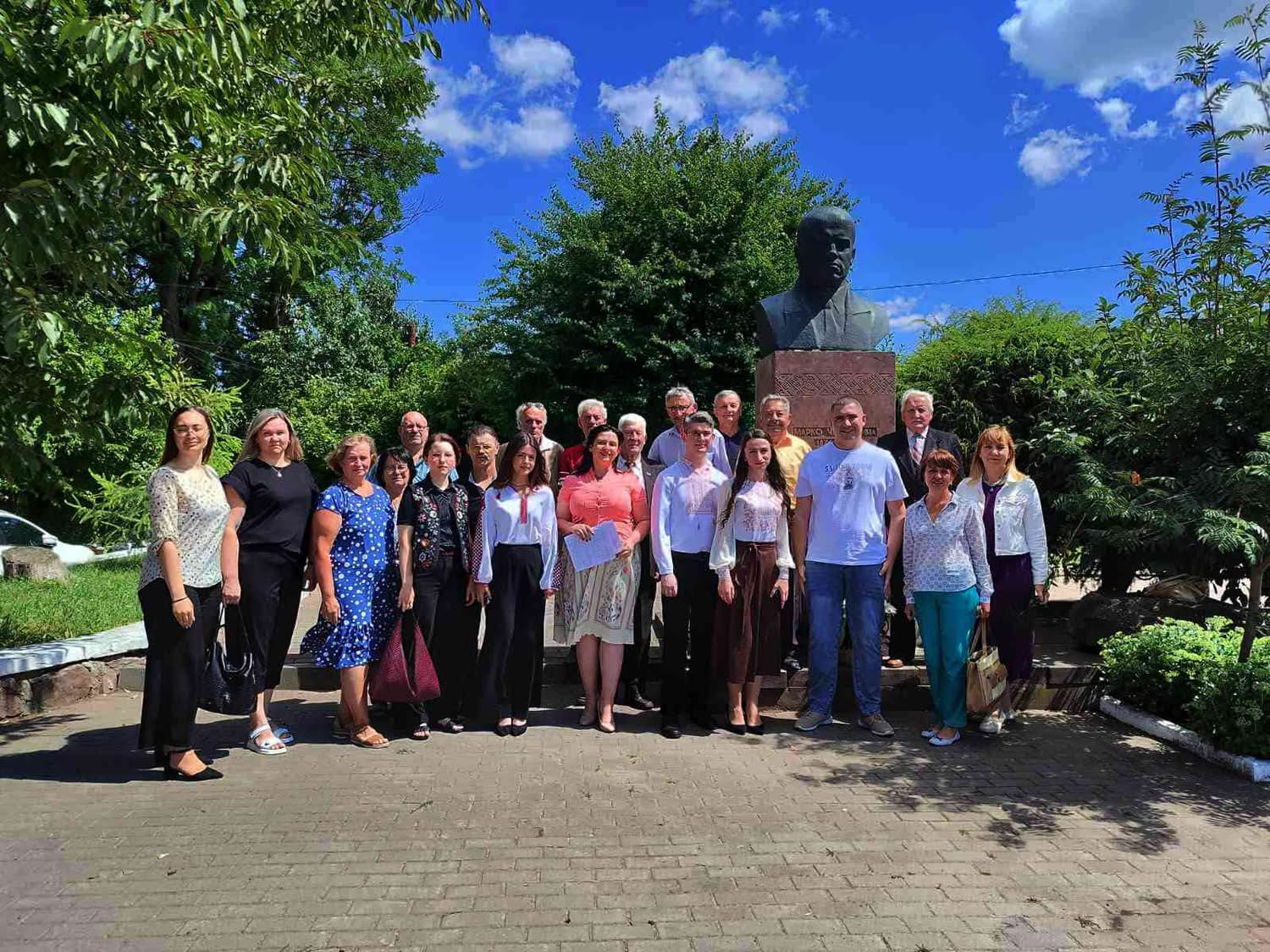
Лауреати премії 2025 року спільно з іншими учасниками церемонії у Снятині

Літературно-мистецька премія імені Марка Черемшини — заснована 12 липня 1999 року Снятинськими районною державною адміністрацією і районною радою до 125-ти літнього ювілею від дня народження Марка Черемшини.
Премія щороку присуджується до дня його народження – 13 червня за літературно-мистецьку діяльність, видавничу, просвітницьку і краєзнавчу роботу, що сприяють вихованню у дусі національної гордості і українського патріотизму.

## Історія премії

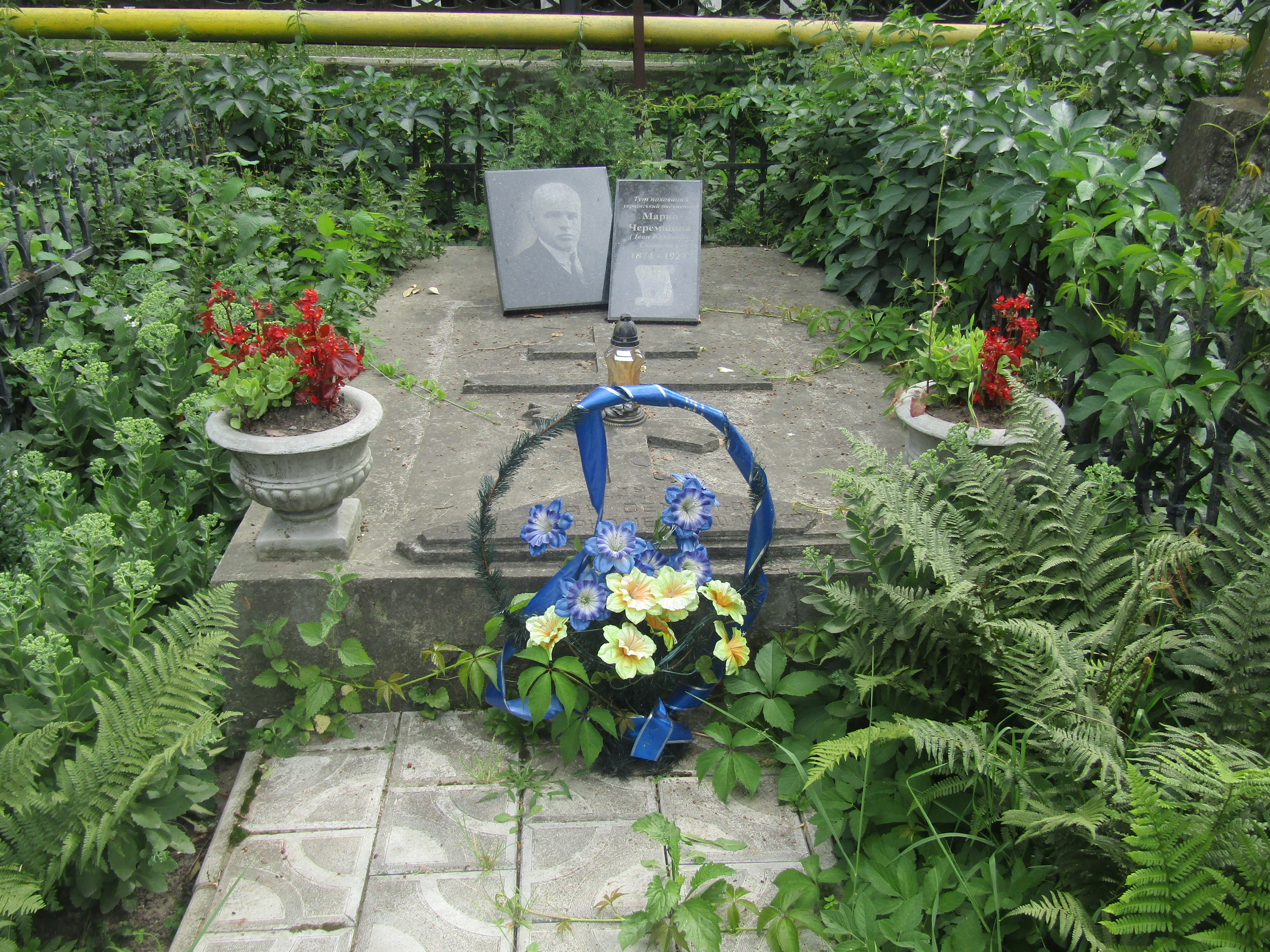
Могила Марка Черемшини, 2018.

У постанові науково-практичної конференції «Марко Черемшина – письменник-демократ» від 13 червня 1999  значилось: 
- з нагоди 125-річчя від дня народження Марка Черемшини та з метою вшанування його пам'яті звернутись до районної державної адміністрації і районної ради про запровадження з 1999 року літературно-мистецької премії ім. Марка Черемшини, якою нагороджувати за вагомий внесок в літературно-мистецьке життя краю;
- створити на Снятинщині Творчий клуб ім. Марка Черемшини для розвитку духовності, національної свідомості, літературно-мистецького життя району. Головою Творчого клубу обрати відомого видавця і просвітянина Володимира Карого;
- для нагородження лауреатів премії виготовити і вручати переможцям у номінаціях пам'ятні знаки і дипломи.

Для визначення переможців у номінаціях розпорядженням райдержадміністрації і районної ради створена оновлена конкурсна комісія із восьми осіб.
Матеріали для обговорення комісії подає голова Творчого клубу ім. Марка Черемшини.

## Лауреати премії

### Лауреати 1999 року
У номінації «Література»:
Мирослав Попадюк, письменник – за літературну діяльність, цикл віршів «Карби», упорядкування та видання книжки «Імена».
У номінації «Журналістика, краєзнавство, просвітницька діяльність»:
Руслана Кірєєва, директор літературно-меморіального музею Марка Черемшини – за пропаганду творчості Марка Черемшини, пошуково-краєзнавчу діяльність.
У номінації «Концертно-виконавська діяльність»:
Народна чоловіча хорова капела «Діброва» (с. Белелуя), керівник Дмитро Лесюк – за активну концертно-виконавську і професійну майстерність, пропаганду української пісні, підготовку ювілейних святкових заходів.
У номінації «Образотворче мистецтво, архітектура, дизайн»:
Еммануїл Храпко, художник – за ілюстрування видань покутських літераторів та активну творчу діяльність упродовж останніх років.
У номінації «Декоративно-ужиткове мистецтво, народні промисли»:
Євдокія Ткачук, вишивальниця – за активну участь у виставках майстрів народної творчості, високомайстерні покутські вишивки.

### Лауреати 2000 року
У номінації «Література»:
Ярема Гоян, краянин, директор видавництва дитячої літератури «Веселка», письменник, лауреат Державної премії імені Тараса Шевченка, заслужений діяч мистецтв України – за багатолітню видавничу діяльність, вихід у світ книги «Воскреснемо» на прославу літератури рідного краю та з нагоди 60-ліття від Дня народження.
Григорій Гришко, поет – за літературну діяльність впродовж останніх років.
У номінації «Журналістика»:
Зіновій Сав'юк (посмертно) – за творчу діяльність в галузі журналістики.
У номінації «Науково-дослідницька, пошукова робота»:
Оксана Личук, студентка Чернівецького держуніверситету – за дослідницько-перекладацьку роботу творчої діяльності Марка Черемшини на початку XX століття.
У номінації «Видавнича справа, просвітницька діяльність»:
Володимир Карий, редактор-видавець, директор видавничо-друкарської фірми «ПрутПринт»" – за видавничо-просвітницькі справи, активну пропаганду творчості літераторів та митців краю.
У номінації «Краєзнавство»:
Дмитро Чабан, ветеран педагогічної ниви – за краєзнавчо-дослідницькі роботи («Село над бистроплинною Рибницею», «Тучапи над Черемошем»).
У номінації «Концертно-виконавська діяльність»:
Петро Корж, вчитель музики, самодіяльний композитор – за концертно-виконавську та композиторську творчість.
У номінації «Образотворче мистецтво»:
Дмитро Лазаренко, художник – за доробок в образотворчому мистецтві, ілюстрування місцевих видань.
У номінації «Архітектура, дизайн»:
Олександр Лукавецький, районний архітектор – за професійну майстерність, проектування пам'ятних знаків, архітектурних форм та споруд.

### Лауреати 2001 року
У номінації «Література-поезія»:
Марія Фуштор, поетеса – за поетичну збірку «Мамина криниця».
У номінації «Література-проза»:
Теофіл Виноградник, літературознавець – за видання книжки «Нащадки Василя Стефаника» до 130-річного ювілею письменника.
У номінації «Журналістика»:
Іван Грекуляк, журналіст – за творчу діяльність в галузі журналістики та літературне редагування книг місцевих та регіональних авторів.
У номінації «Науково-дослідницька, пошукова робота»:
Юліан Радевич, педагог – за організацію музею Михайла Бажанського, упорядкування книжки «Снятин, Снятинщина, Україна – в серці Михайла Бажанського».
У номінації «Видавнича справа, просвітницька діяльність»:
Василь Ткачук, народний депутат України – за видавничо-просвітницьку діяльність, пропаганду української книги.
У номінації «Краєзнавство»:
Василь Харитон, краєзнавець – за публікації історико-краєзнавчих праць на сторінках місцевої преси, написання книги «Там, де добрі лови».
У номінації «Концертно-виконавська діяльність»:
Фольклорно-етнографічний ансамбль «Родина» (с. Підвисоке), керівники Ганна Судук та Василь Мельничук – за концертні програми останніх років.
У номінації «Образотворче мистецтво»:
Іван Куравський, художник – за доробок в образотворчому мистецтві, ілюструванні місцевих видань.
У номінації «Декоративно-ужиткове мистецтво, народні промисли»:
Дмитро Жураківський, майстер народної творчості – за відродження традицій покутського ткацтва.

### Лауреати 2002 року
У номінації «Література»:
Богдан Мельничук, письменник – за книгу «Пегасові копита», активну пропаганду літературно-просвітницького життя краю.
У номінації «Журналістика»:
Микола Болотенюк, журналіст – за творчу діяльність в галузі журналістики, висвітлення життя Покуття на сторінках «Галичини» та у зв'язку із 50-річчям від дня народження.
У номінації «Науково-дослідницька, пошукова робота»:
Мирон Крупей, історик-дослідник – за видання книг з історії Снятинського, Івано-Франківського, Чернівецького ВО УТОС та підготовку матеріалів до Нарисів історії Всеукраїнського УТОС.
У номінації «Видавнича справа, просвітницька діяльність»:
Роман Касіян, просвітянин – за багаторічну активну просвітницьку та пам'ятко-охоронну діяльність та за видання книжки «Микулинці».
У номінації «Краєзнавство»:
Марія Гуцуляк, краєзнавець – за вклад у популяризацію творчості Марка Черемшини та у зв'язку із 55-літтям від дня народження.
У номінації «Концертно-виконавська діяльність»:
Олег Кочмарський, художній керівник – за успіхи у розвитку та керівництві самодіяльними народними аматорськими колективами та з нагоди 60-річчя від дня народження.
У номінації «Образотворче мистецтво»:
Галина Лакуста, художниця – за вагомий доробок в образотворчому мистецтві, ілюстрування книжки «Тучапи над Черемошем».
У номінації «Декоративно-ужиткове мистецтво, народні промисли»:
Степан Сахро, майстер народної творчості – за відродження традицій покутського різьбярства та вагомий внесок в розвиток народного мистецтва.

### Лауреати 2003 року
У номінації «Література, журналістика»:
Ярослав Руданець, поет — за активну участь у літературно-мистецьких заходах, видання поетичної збірки «Раїна» та у зв'язку з 50-літнім ювілеєм.
У номінації «Видавнича справа, просвітницька діяльність»:
Колектив авторів: Василь Гладій, Михайло Гладій, Богдан Ступарик (посмертно) — за книжку «Село за дібровою» та на вшанування світлої пам'яті професора Ступарика.
У номінації «Науково-дослідницька, пошукова робота та краєзнавство»:
Олена Гнідан, науковець — за низку досліджень і статей про життєвий і творчий шлях Марка Черемшини та книгу «Марко Черемшина. Нарис життя і творчості».
У номінації «Концертно-виконавська діяльність»:
Марія Кобринська, колишня вчителька — за артистичне читання новел Марка Черемшини та за участь в обласних і всеукраїнських фестивалях з художнього читання.
У номінації «Образотворче, декоративно-ужиткове мистецтво, народні промисли, дизайн»:
Любов Гумен, майстер народної творчості з художньої обробки шкіри — за високопрофесійний і мистецький рівень власних виробів та участь у персональних виставках і міжнародних фестивалях

### Лауреати 2004 року
У номінації «Література»:
Калина Ватаманюк, письменниця, редактор журналу «Гуцульщина», уродженка с. Кобаки – за видання серії духовно-просвітницьких книг «Від лиця Твого, Господи, судьба моя іде», «Між хрестами і зорями», «Ми – діти світла», «Сад моїх журавликів».
У номінації «Журналістика»:
Ганна Скоропанюк, головний редактор газети «Захід» – за творчу діяльність в галузі журналістики та редагування всеукраїнської газети «Захід».
У номінації «Видавнича справа, просвітницька діяльність»:
Ярослав Романюк, заступник голови районної державної адміністрації – за видання книг «Історія школи». «Снятинщина: люди, події, факти», «Історія села Долішнє Залуччя», вагомий вклад у просвітницьку діяльність на теренах району.
У номінації «Концертно-виконавська діяльність»:
Іллінецький самодіяльний народний ансамбль пісні і танцю (художній керівник Михайло Миронюк) – за багаторічну концертно-виконавську діяльність та популяризацію музично-пісенної спадщини Покуття і Гуцульщини.
У номінації «Образотворче, декоративно-ужиткове мистецтво, народні промисли, дизайн»:
Ярослав Ціко, художник – за персональні виставки, розвиток портретного жанру та серію портретів відомих людей Прикарпаття і Буковини.

### Лауреати 2005 року
У номінації «Література»:
Василь Клічак, поет, директор видавничо-маркетингового центру «Просвіта» (м. Київ), уродженець с. Рудники – за літературну діяльність останніх років, пропаганду української книги для виховання національної свідомості, видання книги поезій «Пелена».
У номінації «Видавнича справа, просвітницька діяльність»:
Василь Гутковський, генеральний директор Літературної агенції «Піраміда» (м. Львів), канд. іст. наук, уродженець с. Джурова – за багатолітню плідну працю на ниві видавничої та просвітницької діяльності та за видання книжки «Солодка Даруся», удостоєної Державної премії імені Тараса Шевченка.
'У номінації «Науково-дослідницька, пошукова робота та краєзнавство»:
Ярослав Воробець, лікар, дослідник – за низку статей про життєвий і творчий шлях Марка Черемшини, за дослідження історичних витоків та джерел зародження і розвитку медицини та охорони здоров'я на Покутті, видруку з цих питань шести книг.
У номінації «Концертно-виконавська діяльність»:
Параска Божовська, солістка фольклорно-етнографічного колективу «Родина» (с. Підвисоке) – за вагомий особистий внесок в розвиток культури Покутського краю та у зв'язку із 55-річчям від дня народження.
У номінації «Образотворче, декоративно-ужиткове мистецтво, народні промисли, архітектура, дизайн»:
Василь Матійчук, майстер народної творчості з художніх виробів із соломи – за активну участь у виставковій діяльності впродовж останніх 10-ти років, представленні Снятинщини та Івано-Франківської області на міжнародних фестивалях.

### Лауреати 2006 року
У номінації «Література, журналістика»:
Мирослав Мамчак, головний редактор телекомпанії «Бриз» Військово-морських сил України, капітан 1 рангу (м. Севастополь), уродженець с. Княже — за літературну діяльність останніх років, пропаганду української мови для виховання національної свідомості, видання книги «Флотоводці України».
'У номінації «Видавнича справа, просвітницька діяльність»:
Микола Зінковський, головний редактор Видавничого центру Державного підприємства «Центрінвестпроект» (м. Київ), уродженець м. Снятина — за багатолітню плідну працю на ниві видавничої та просвітницької діяльності та за підготовку подарункових видань серії «Книга від Президента України».
У номінації «Концертно-виконавська діяльність, декоративно-ужиткове та образотворче мистецтво»:
Любомир Равлюк, викладач музики Чернівецького коледжу при Національному державному університеті, методист обласного ІППО, член Ліги композиторів України, уродженець с. Устя — за популяризацію української пісні у поетичних творах покутських та буковинських авторів.

### Лауреати 2007 року
У номінації «Література, журналістика»:
Дмитро Мохорук, спеціаліст агропромислового комплексу – за написання книг «Скарби мудрості», «Терпіння» та «Зів'ялі ружі», що видані у 2006—2007 рр.
У номінації «Краєзнавча робота, просвітницька діяльність»:
Володимир Гладюк, голова райкому профспілки працівників споживчої кооперації – за багатолітню плідну працю на ниві колекціонування філателістичних, нумізматичних та краєзнавчих матеріалів, висвітлення їх на виставках та у ЗМІ, широку просвітницьку діяльність.
У номінації «Концертно-виконавська діяльність»:
Ірина Зінковська, молода співачка, лауреат численних міжнародних пісенних конкурсів – за творчу концертну діяльність, видання книжки поезій «Через відстані до любові», випуск магнітоальбому «Я – мов Лебідка» та компакт-диску «Я тебе покличу».

### Лауреати 2008 року
У номінації «Науково-дослідницька робота»:
Микола Гуйванюк, кандидат історичних наук, доцент кафедри історії України Чернівецького національного університету ім. Юрія Федьковича – за багаторічну працю з вивчення січового руху у Галичині й Буковині та за видання книги «Марко Черемшина: невідоме й призабуте».
У номінації «Краєзнавча роботи, просвітницька діяльність»:
Орест Гунько, педагог, громадський діяч, голова оргкомітету з відзначення 150-ліття Завальської церкви святого Архистратига Михаїла – за підготовку і видання книг серії «Завалля в пам'ятках старовини і сучасності»: книга 1 – Духовні святині; книга 2 – З історії поколінь.
У номінації «Концертно-виконавська діяльність»:
Народний чоловічий квартет «Явір» Прутівського СБК (художній керівник Микола Плешкан) – за багаторічну концертну діяльність, популяризацію української пісні на всеукраїнських і міжнародних фестивалях і конкурсах.

### Лауреати 2009 року
У номінації «Література, журналістика»:
Йосип Палятинський, журналіст, поет, уродженець села Тулови – за журналістську та літературну діяльність останніх років, видання книг «Стежинами життя», «Передзвони серця», «Ген в долині, над ставками», «Я вірю в тебе, Україно».
У номінації «Видавнича справа, краєзнавча робота»:
Василь Пилип'юк, президент видавничого підприємства «Світло й Тінь», лауреат Національної премії України ім. Т. Шевченка – за видання фотоальбому «Снятине мій», книги «Новоселиця над Рибницею» та створення фотомистецької світлиці у рідному селі.
У номінації «Концертно-виконавська діяльність»:
Марта Дудчук, молода співачка, лауреат численних всеукраїнських та міжнародних конкурсів – за творчу концертну діяльність, випуск компакт-дисків із своїми піснями.

### Лауреати 2010 року
У номінації «Література, науково-дослідницька робота»:
Андрій Королько, історик-науковець — за активну участь у проведенні науково-теоретичних конференцій до 100-річчя ратуші та 850-річчя Снятина, організацію матеріалів та видання книги «Покуття. Історико-етнографічний нарис», підготовку книги «Заболотів і околиці».
Марія Равшер, філолог, мешканка с. Кобаки — за видання книжки «Здвиженський храм», дослідницьку роботу про життя і творчість Марка Черемшини, активну громадську роботу серед молоді.
У номінації «Краєзнавча робота, просвітницька діяльність»:
Роман Ризюк, педагог — за зібрання документів і експонатів та організацію Народного музею с. Іллінці, активну просвітницьку діяльність.
У номінації «Образотворче мистецтво»:
Володимир Попадюк, вчитель образотворчого мистецтва — за високу виконавську і професійну майстерність, прищеплення молоді художніх навичок, ілюстрування місцевих книжкових видань.

### Лауреати 2011 року
У номінації «Література»:
Марія Стрипчук-Палійчук, літераторка, викладачка Снятинського технікуму Подільського ДАТУ — за освітньо-виховну і літературну діяльність останніх років, видання книг «Душа» та «Між добром і злом».
У номінації «Краєзнавча робота, просвітницька діяльність»:
Василь Марусик, уродженець с. Белелуя, журналіст-краєзнавець, редактор ТО «Культура» Національної радіокомпанії України — за цикли передач літературно-публіцистичної та історико-краєзнавчої тематики та з нагоди його 70-ліття.
У номінації «Образотворче мистецтво»:
Ярослав Заяць, заслужений художник України — за високу виконавську та професійну майстерність, проведення багатьох виставок його художніх робіт.
У номінації «Концертно-виконавська діяльність»:
Народний аматорський жіночий вокальний ансамбль «Вишиванка» Заболотівської дитячої музичної школи (керівник Лілія Лукащук) — за високу професійно-виконавську майстерність та з нагоди 10-ліття творчої праці.

### Лауреати 2012 року
У номінації «Журналістика, література»:
Тетяна Вовк, журналістка, завідувачка відділу соціальних питань газети «Голос Покуття», літераторка — за висвітлення соціально-політичних проблем у місцевій пресі, видання книжок «Вітрина мрій… та реалій» (2008) та «Ловись, рибко» (2011).
У номінації «Краєзнавча робота, просвітницька діяльність»:
Мирослав Атаманюк, фотохудожник, позаштатний кореспондент всеукраїнської газети «Полювання і риболовля» — за вагомі успіхи в царині охорони довкілля, популяризацію еколого-просвітницького життя краю.
У номінації №Образотворче мистецтво":
Станіслав Смирнов, уродженець Снятина, художник, директор Київської дитячої художньої школи № 10 — за високомайстерні роботи на персональних виставках акварелей і фотоскульптур, професійний рівень підготовки юних художників.
У номінації «Театрально-виконавська майстерність»:
Микола Кейван, керівник народного аматорського театру «Гердан» Прутівського СБК — за розвиток театрального мистецтва, вагомий внесок у процвітання культури рідного краю.

### Лауреати 2013 року
У номінації «Журналістика, література»:
Володимир Чипига, редактор газети «Снятинська вежа» — за публікації в журналах і газетах та за видання книжки «Календар марноти»;
У номінації «Просвітницька, краєзнавчо-дослідницька діяльність»:
Наталя Радиш, вчителька української мови і літератури Джурівської ЗОШ І–ІІІ ст. — за багаторічну працю на просвітянській і педагогічній ниві та за дослідження і популяризацію писанкарського мистецтва;
У номінації «Театрально-виконавська діяльність»:
Народне аматорське тріо скрипалів Снятинського районного будинку культури в складі: Галини Ткачук (художній керівник), Світлани Чорнописької, Світлани Підгайної, концертмейстер Тетяна Савчук — за пропаганду музичного мистецтва та за багаторічний вклад у підготовку скрипалів Снятинської ДМШ;
У номінації «Образотворче мистецтво»:
Віталій Дубенчук, майстер народної творчості з художньої вишивки — за вагомий вклад у розвиток традиційного вишивального мистецтва на Івано-Франківщині.

### Лауреати 2014 року
У номінації «Література»:
Микола Калачик, директор Новоселицької ЗОШ, член літературної студії «Калинове гроно» – за літературну діяльність впродовж останніх років та видання четвертої книжки поезій «Сік землі».
У номінації «Журналістика»:
Володимир Григорак (посмертно), с. Кобаки, кореспондент багатьох районних газет – за популяризацію творчості Марка Черемшини, видання книжки «Вічноцвіт Черемшини».
У номінації «Театрально-виконавська діяльність»:
Парасковія Заренчук, бібліотекар Стецівської ЗОШ, відмінник народної освіти України – за сольні концерти, участь у всеукраїнських пісенних фестивалях, розвиток і пропаганду художньої самодіяльності в районі.
У номінації «Образотворче мистецтво»:
Іван Остафійчук, художник-графік, лауреат Національної премії ім. Т. Шевченка – за патріотичні цикли графіки та малярства «Моя Україна», «Час», «Рецидив», ілюстрування книг відомих поетів Д. Павличка, Л. Костенко, І. Драча.

### Лауреати 2015 року
У номінації «Література»:
Іванна Стеф'юк, письменниця, літературознавець, аспірантка ЧНУ ім. Ю. Федьковича — за співупорядкування книжки «Марко Черемшина у спогадах, документах і матеріалах», видання книги прози «За руку з гостем», тривале дослідження та популяризацію (прославу) творчості Марка Черемшини;
Петро Кіреєв, науковий працівник літературно-меморіального музею Марка Черемшини — за співупорядкування книжки «Марко Черемшина у спогадах, документах і матеріалах», активну працю в музеї.
У номінації «Просвітницька, літературно-краєзнавча діяльність»:
Іван Оробець, директор Горішньозалучанської ЗОШ, педагог-просвітянин, талановитий поет — за підготовку сценарію та проведення літературно-мистецького заходу, приуроченого 140-річчю Марка Черемшини, за видання книжки поезій «Життя в мініатюрі».
У номінації «Театрально-виконавська діяльність»:
Народне аматорське жіноче вокальне тріо «Берегиня» Снятинського районного будинку культури у складі Софії Лесюк, Людмили Порох, Марії Орищук, керівник Дмитро Лесюк — за активну участь у культурно-мистецьких заходах, високу майстерність виконання українських пісень.
У номінації «Класична та естрадна музика, композиторська майстерність»:
Василь Стецик, відомий композитор, заслужений працівник культури України — за організацію художніх колективів, видання авторських збірок, створення музики на слова неповторних патріотичних і ліричних пісень.

### Лауреати 2016 року
У номінації «Література»
Роман Запаринюк, поет і публіцист — за видання книжок «Світ Настуні та Софійки» (2014), збірки поезій «Доля» та художньо-публіцистичного нарису «Сіяч правди — і біль його душі» (2016).
У номінації «Науково-дослідницька і пошукова робота та краєзнавство»
Петро Сіреджук, доктор історичних наук, професор Прикарпатського національного університету ім. Василя Стефаника — за книгу «Інвентар Снятинського староства 1752 р.» (2015).
У номінації «Концертно-виконавська діяльність»
Народний аматорський жіночий вокальний ансамбль «Елегія» (художній керівник Марія Садова) — за активну музично-виконавську діяльність, участь у відзначенні 140-річчя від дня народження Марка Черемшини (2014), у програмі презентації книги В. Стефаника «Моє слово» (2015) та багатьох інших районних культурно-мистецьких заходах.
У номінації «Образотворче та декоративно-ужиткове мистецтво»
Ганна Курилюк, художниця, вчитель-пенсіонер — за високі багаторічні творчі здобутки в живописі та графіці, активну виставкову діяльність.

### Лауреати 2025 року
У номінації «Література»
Василь Карп'юк, знаний письменник, лауреат численних всеукраїнських відзнак, видавець першого в незалежній Україні найповнішого зібрання творів Марка Черемшини «Райска Птиця» — за книгу «Олекса Довбуш. Кров опиря», популяризацію творчості Марка Черемшини, видання книги «Райска птиця», найповнішого зібрання творів Марка Черемшини.
У номінації «Науково-дослідницька і пошукова робота та краєзнавство»
Андрій Бойда,  дослідник історії, аспірант Карпатського національного університету імені Василя Стефаника — за наукову діяльність з висвітлення маловідомих історичних фактів Снятинщини та біографій суспільних діячів краю, створення документального фільму «Августдорф: від однієї з найбільших німецьких колоній Галичини до вулиці-пустки».
У номінації «Концертно-виконавська діяльність»
Галина Збіглі, бандуристка, викладачка Снятинської музичної школи — за високу виконавську майстерність, активну участь у мистецьких заходах краю, всеукраїнських і міжнародних конкурсах та фестивалях.
У номінації «Образотворче та декоративно-ужиткове мистецтво»
Максим Швець, архітектор, дослідник краєзнавства, військовослужбовець Збройних Сил України —  за активну наукову та громадську діяльність, спрямовану на збереження архітектурної спадщини Снятина, розробку бренд-блоку Всеукраїнської військово-патріотичної гри «Джура-десантник» та підготовку низки проектів щодо увічнення пам’яті Героїв Небесної.